# Jump Square
Jump Square (Jump SQ.) est un magazine de prépublication de mangas mensuel de type shōnen des éditions Shūeisha, publié depuis novembre 2007. Il succède au magazine Monthly Shōnen Jump, disparu en juin 2007. Certains mangas comme Claymore, Kurohimé, Rosario + Vampire ou D.Gray-man y ont repris leur prépublication.

## Contenu

### Liste des séries
Manga à parution irrégulière.
| Titre | Auteur                                                | Première publication |
| --- | ----------------------------------------------------- | -------------------- |
| Par Man no Jounetsuteki na Hibi (PARマンの情熱的な日々)                                                                           | Fujiko Fujio A                                        | novembre 2007        |
| The Prince of After School (放課後の王子様, Hōkago no Ōjisama)                                                                    | Kenichi Sakura (dessin), Takeshi Konomi (scénario)    | novembre 2008        |
| Shin Prince of Tennis (新テニスの王子様, Shin Tennis no Ōjisama)                                                                  | Kenichi Sakura (dessin), Takeshi Konomi (scénario)    | mars 2009            |
| Blue Exorcist (青の祓魔師, Ao no Ekusoshisuto)                                                                                    | Kazue Katō                                            | avril 2009           |
| Gate 7 (ゲート セブン, Gēto Sebun)                                                                                                | CLAMP                                                 | février 2011         |
| Kono Oto Tomare! Sounds of Life (この音とまれ!)                                                                                   | Amyu                                                  | août 2012            |
| Seraph of the End (終わりのセラフ, Owari no Serafu)                                                                               | Yamato Yamamoto (dessin), Takaya Kagami (scénario)    | septembre 2012       |
| Twin Star Exorcists (双星の陰陽師)                                                                                                | Yoshiaki Sukeno                                       | novembre 2013        |
| Masuda Kōsuke Gekijō Gag Manga Biyori GB (増田こうすけ劇場 ギャグマンガ日和GB)                                                    | Masuda Kōsuke                                         | décembre 2014        |
| Moriarty the Patriot (憂国のモリアーティ, Yūkoku no Moriāti)                                                                      | Hikaru Miyoshi (dessin), Ryōsuke Takeuchi (scénario)  | août 2016            |
| Kemono Incidents (怪物事変, Kemono Jihen)                                                                                         | Aimoto Shō                                            | décembre 2016        |
| Moriarty (憂国のモリアーティ) | Ryōsuke Takeuchi                                      | 4 août 2016          |
| Rurouni Kenshin: The Hokkaido Arc (るろうに剣心 ─明治剣客浪漫譚・北海道編─, Rurōni Kenshin: Meiji Kenkaku Roman Tan Hokkaidō-hen) | Nobuhiro Watsuki (dessin), Kaworu Kurosaki (scénario) | septembre 2017       |
| World Trigger (ワールドトリガー, Wārudo Torigā)                                                                                   | Daisuke Ashihara                                      | décembre 2018        |
| Dark Gathering (ダークギャザリング)                                                                                               | Kenichi Kondō                                         | mars 2019            |
| Kawaisugi Crisis (カワイスギクライシス)                                                                                           | Mitsuru Kido                                          | octobre 2019         |
| Boku to Kimi no Nihu Tantei (ボクとキミの二重探偵)                                                                                | Petenshi, Honami Tsuda                                | mars 2020            |
| This Communication (Thisコミュニケーション)                                                                                       | Rokudai Maruei                                        | avril 2020           |
| Prime Minister Club (総理倶楽部, Sōri Kurabu)                                                                                     | Hidekaz Himaruya                                      | janvier 2021         |
| Meishisu!!! -Trouble Maid Sisters (めいしす!!!トラブルメイドシスターズ)                                                           | Shū Nagata                                            | février 2021         |
| Les récits d'Obana Artisan de l'étrange (営繕かるかや怪異譚, Eizen Karukaya Kaiitan)                                              | Kazue Katō (dessin), Fuyumi Ono (scénario)            | septembre 2021       |
| Show-ha Shōten! (ショーハショーテン!)                                                                                             | Takeshi Obata (dessin), Akinari Asakura (scénario)    | octobre 2021         |
| Katayoku no Michaelangelo (片翼のミケランジェロ)                                                                                  | Shamu Itō                                             | décembre 2021        |
| The bugle call (戦奏教室, Sensou Kyoushitsu)                                                                                      | Sora Mozuku (scénario), Toumori Higoro (dessinateur)  | juin 2022            |
| Gokurakugai (極楽街) | Yuto Sano                                             | juillet 2022         |
| Phantom Busters (ファントムバスターズ, Fantomu Basutāzu)                                                                          | Neoshoco                                              | août 2023            |

## Spin-offs

### Jump SQ.19
Jump SQ.19 est un magazine trimestriel publié entre mai 2010 et février 2015. Il est remplacé en juillet 2015 par le magazine Jump SQ.Crown.

#### Liste de mangas publiés dans le Jump SQ.19
- G-Maru Edition
- Agrippa
- Boku wa Tomodachi ga Sukunai +
- Comical!
- Dotto Invader
- Himaspe Usagi!
- Kekkai Sensen
- Mizutsukai no Rindō
- Motemushi Ōja Kabuto King
- Tonari no Randoseru w
- Ultimo (à partir de février 2012)

### Jump SQ.Crown
Le magazine Jump SQ.Crown est publié entre juillet 2015 et janvier 2018.

### Jump SQ.Rise
Le magazine Jump SQ.Rise est publié depuis avril 2018.